# Charles John Robert Bignell
Charles John Robert Bignell (Den Haag 19 februari 1890 - Den Haag 17 maart 1957) was een Nederlands galeriehouder, kunsthandelaar en veilingmeester. Hij speelt opmerkelijk verschillende rollen in de Nederlandse kunstwereld en in de kunsthandel tijdens de eerste helft van de twintigste eeuw: enerzijds ziet hij zichzelf mogelijk als  "beschermheer van de kunsten" en staat hij bekend als mede oprichter van de Eerste Nederlandse Vrije Studio maar anderzijds is hij veroordeeld voor het veilen van roofkunst tijdens de Tweede Wereldoorlog.

## Leven en werk
Charles John Robert Bignell wordt geboren in Den Haag en behoort vermoedelijk tot de tweede generatie van de familie Bignell die in Nederland geboren en getogen is - zijn grootvader is waarschijnlijk nog in Esher in het Engelse graafschap Surrey geboren en met zijn overgrootouders naar Nederland gekomen. Over zijn jeugd en opleiding is niet veel te vinden maar waarschijnlijk erft hij de belangstelling voor beeldende kunst van zijn vader. Eind 1913 trouwt hij met Wijnanda Gerardina Lensvelt en  betrekt het echtpaar het woonhuis aan de Helmstraat 16 te Scheveningen, vlak bij de ouderlijke villa op de hoek met de Scheveningseweg.

### Kunsthandel en veilingbedrijf
Het is niet duidelijk of het initiatief om een kunsthandel te beginnen van vader of zoon is. Omstreeks 1911 begint men met kunstexposities in de villa Esher Surrey, Helmstraat 2 te Scheveningen, en is sprake van een "kunsthandel Esher Surrey". In 1913 volgt de oprichting van de NV Kunsthandel “Esher Surrey” onder leiding van C.J.R. Bignell en zijn vader. Het is aannemelijk deze beiden, met andere kunsthandelaren in Scheveningen, ook betrokken zijn bij de oprichting van de Rotterdamse Kunsthandel de Protector aangezien Bignell jr. daar, na twee Haagse voorgangers, uitterlijk medio 1915 de directeur wordt. Via deze kunsthandel komt C.J.R. Bignell in contact met Rotterdamse veilinghandelaar Ludwig van Marle waarmee hij in 1918 het veilingbedrijf Van Marle en Bignell opricht. Aanvankelijk opereert die vanuit Rotterdam en Scheveningen. In 1919 verwerft vermoedelijk C.J.R. Bignell het pand Lange Voorhout 58 in Den Haag verhuist galerie/kunsthandel "Esher Surrey daarheen. Vanaf dat moment vinden decennialang daar ook de meeste veilingen georganiseerd door "Van Marle en Bignell" plaats.
Ook tijdgenoten houden de beide bedrijven van Bignell niet altijd uit elkaar. Zo schrijft het Algemeen Handelsblad over een veiling bij "Esher Surrey" terwijl die, uiteraard, onder de noemer van "Van Marle en Bignell" ging.

### Crisis
Na het overlijden van zijn vader in 1921 en van Ludwig van Marle eind 1929 zet C.J.R. Bignell de ondernemingen gevestigd aan het Lange Voorhout voort. Na 1931 in het begin van de crisisjaren raakt hij overbuurman Hotel de Indes als huurder van de bovenverdiepingen van Lange Voorhout 58 kwijt. Met de kunsthandel - net als met veel kunstenaars - gaat het door de crisis financieel niet goed maar Bignell blijkt handig gebruik te kunnen maken van de vrijgekomen bovenverdiepingen en zijn netwerk in de kunstwereld. Samen met de Hongaarse kunstschilder François Erdely benadert hij eind 1932 de kunstschilder Christiaan de Moor - die ervaring heeft met de Franse “Académies Libres” om enigszins daarop gebaseerd een "vrije studio" op te richten. Het resultaat is de opening van de Eerste Nederlandse Vrije Studio in september 1933 die cursussen en poseersessies houdt op de bovenverdiepingen van Lange Voorhout 58 en tentoonstellingen in de galerie "Esher Surrey".

### Tweede Wereldoorlog
In de Tweede Wereldoorlog blijkt Bignell weer een goede netwerker. Hij gebruikt zijn contacten met Duitsers en NSB-leden op sleutelposities aangaande het "liquideren van vijandelijk vermogen" om zoveel mogelijk opdrachten voor veilingen van roofkunst en andere zaken voor Van Marle en Bignell binnen te slepen. De opbrengsten voor de bezetter kunnen meteen bij de buurman, de Rijnsche Handelsbank op Lange Voorhout 58A gestort worden.

### Na de oorlog
Op 8 april 1946 wordt J.C.R. Bignell gearresteerd en gedetineerd in Scheveningen. Door de Zuiveringsraad wordt hem begin 1947 een beroepsverbod opgelegd voor de duur van vijf jaar..
Op 21 januari 1948 volgt de rechtszitting waarbij de procureur-fiscaal 2 jaar en 6 maanden gevangenisstraf  eist en ontzetting uit beide kiesrechten.
Na zijn vrijlating blijft J.C.R. Bignell tot zijn overlijden in 1957 aan de Helmstraat 16 te Scheveningen wonen.

## Afbeeldingen

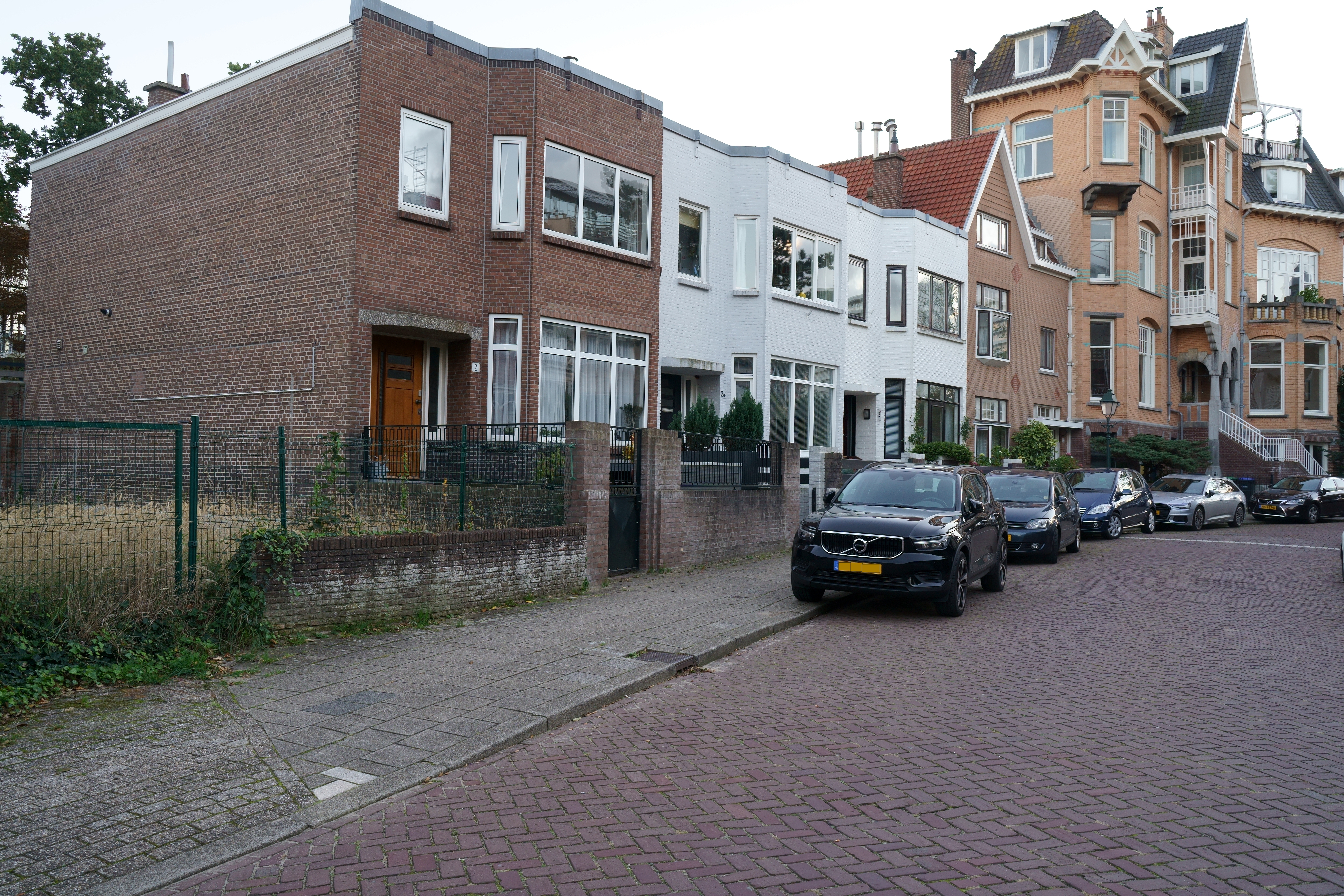
Helmstraat 2 t/m 2G Den Haag - Scheveningen, hoek Scheveningseweg waar Villa Esher Surrey gestaan moet hebben
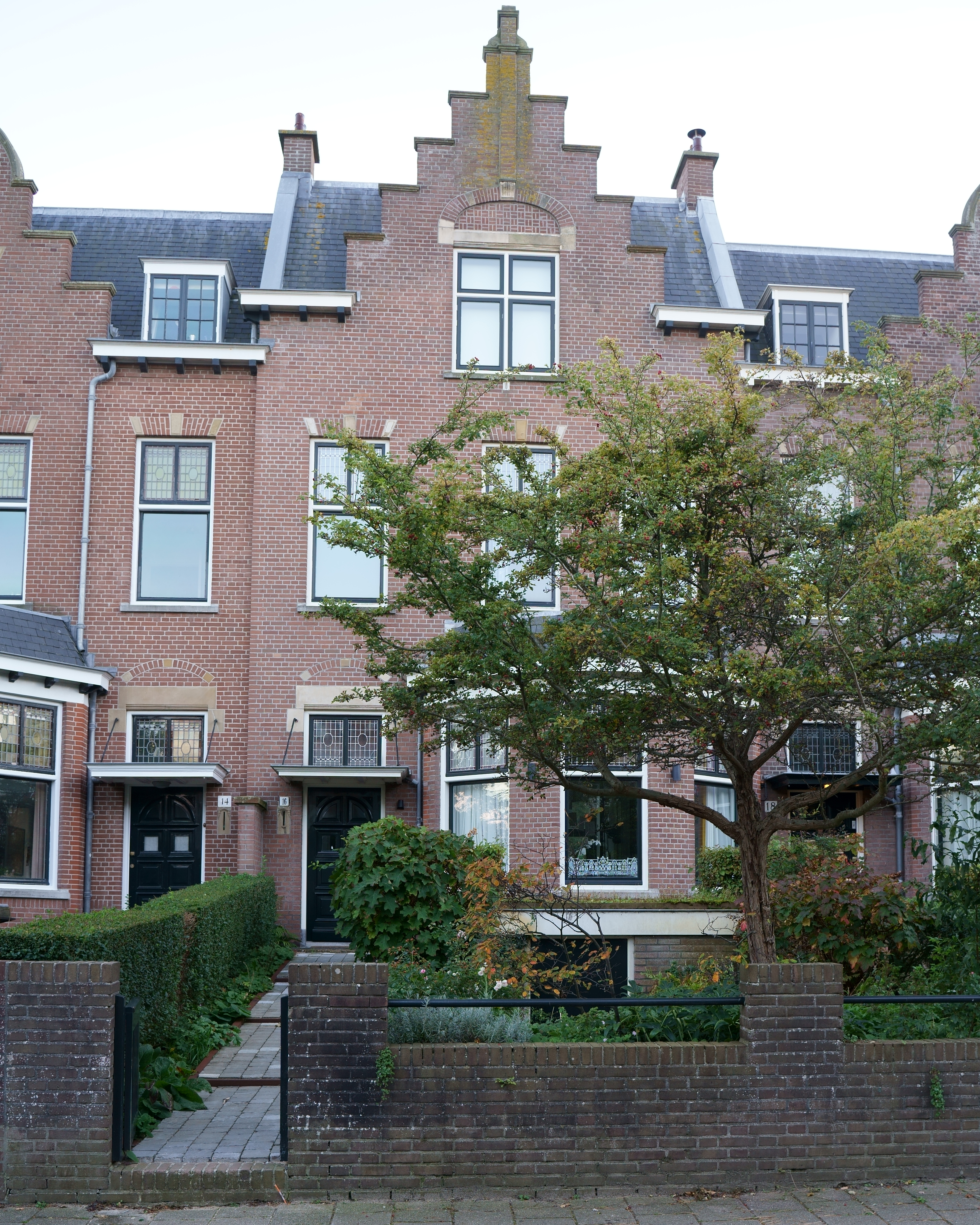
Helmstraat 16 Den Haag - Scheveningen